# Brian Mollerup
Brian Lund Mollerup (født: 1959) er opvokset på Nørrebro og i Køge. Uddannet kommis (købmand) og merkonom.

Hans baggrund inden for købmandsskab og administration har ført til adskillige direktørstillinger inden for detailhandel, herunder Dagrofa koncernen, Spar Danmark, ISO og Superbest, hvor han bl.a. har stået i spidsen for opkøb og fusioner og skabt imponerende omsætningsvækst.
Gennem et stort engagement i dansk håndbold har Brian været medejer af Slagelse Håndbold og formand for København Håndhold. Med sin solide erfaring inden for virksomhedsledelse og markedsudvikling har Brian sideløbende siddet i adskillige bestyrelser og ført flere iværksættereventyr til succes.

I dag sidder han som aktiv bestyrelsesformand i 9 selskaber hvoraf de 5 er egne virksomheder, og er nu klar til at dele ud af sin viden og erfaring.         
| Citat | Den sportsglade købmand | Citat |
|       |                         |       |

## Privat
Bor i Valby. Har fejret sølvbryllup med sin kone Marianne. De har sønnen Martin.
Han er tidligere aktiv fodboldspiller på Hvidovre IF's oldboyshold og bruger i dag helst sin fritid sammen med sit første barnebarn og resten af familien.

## Erhvervsliv

### Dagrofa
Han har altid arbejdet indenfor købmandsbranchen. Allerede som 19 årig blev han underforvalter i det lokale supermarked. Han har i over 17 år været ansat i forskellige positioner inden for Dagrofa koncernen.
Han har bl.a. haft følgende stillinger:
- Adm. direktør – Dagrofa/SuperBest[2]
- Adm. direktør – ISO
- Adm. direktør – Spar Danmark
- Adm. direktør – Favør
- Bestyrelsesmedlem – Indkøbsorganisation for Spar's cirka 17.000 butikker world wide
- Bestyrelsesmedlem – SuperGross A/S

### Copenhagen Multiarena
I august 2008 lancerede Brian Mollerup et kæmpe projekt som skulle være med i konkurrencen om at bygge en kæmpe multiarena i København. De kaldte projektet Copenhagen Multiarena, og er ejet af Gemelli Invest A/S hvor Brian Mollerup var bestyrelsesformand. Copenhagen Multiarena skulle tage kampen op mod den amerikanske event-gigant AEG der ville bygge en arena med plads til omkring 15.000 tilskuere, hvor Copenhagen Multiarena skulle rumme 40.000 tilskuere og med plads til fodbold.
Københavns Kommune tvivlede dog på Gemelli Invest A/S havde finansieringen på plads, ligesom de anså det som urealistisk at de kunne nå at bygge arenaen inden 1. juli 2013 som er deadline. Så i marts 2009 besluttede kommunen at det bliver AEG Facilities der skal bygge en multihal på Amager med kommunalt lån på 200 mill. kroner.

## Nuværende Bestyrelsesposter
- DermaPharm A/S
- Lund Brandhouse ApS
- ByFarm ApS
- Legro A/S
- PureLeaf ApS
- CA BEST A/S
- Food Company ApS
- Eric the Sailor ApS
- CBS AB

## Sportsklubber

### Slagelse Dream Team
Brian Mollerup blev for alvor kendt i offentligheden da han sammen med Anja Andersen i 1999 startede håndbolddreamteamet (Dream Team A/S) i Slagelse. Her postede han et ukendt antal millioner ind i projektet, ligesom købmandskæden Spar som han på daværende tidspunkt var administrerende direktør for, var en af klubbens hovedsponsorer.
Da det ikke lykkedes at flytte håndboldforretningen til Roskilde i 2007 valgte både Anja Andersen og Brian Mollerup samt en række store sponsorer at forlade Slagelse Håndboldklub i 2008.

### FC Amager
I sommeren 2008 gik Brian Mollerup så i gang med et nyt projekt indenfor sport, dog uden at selv indskyde penge. Denne gang var det den nystiftede fodboldklub FC Amager som kaldte på Mollerup´s kvaliteter. Klubben mente at det var Mollerup der skulle indfri de store ambitioner om at komme helt frem i toppen af dansk fodbold. Men der opstod hurtigt problemer. Klubbens stifter og direktør Todi Jónsson havde på klubbens vegne meget store ambitioner. Mollerup var på mange måder uenige med resten af bestyrelsen. Han slog fast at klubbens ambitioner om topplaceringer i dansk fodbold ikke stod mål med den økonomiske fremtid som tegnede for klubben. Så allerede den 5. februar 2009 valgte han at forlade formandsposten og smækkede med døren i klubben. FC Amager gik konkurs den 30. marts 2009.

### Andre klubber
Brian Mollerup har siddet i bestyrelsen for FC Midtjylland fra 2004 til 2006, været arbejdende bestyrelsesformand i København Håndbold , samt været formand for eliteudvalget i Roskilde Håndbold.